# Zweipunkt-Eulenspinner

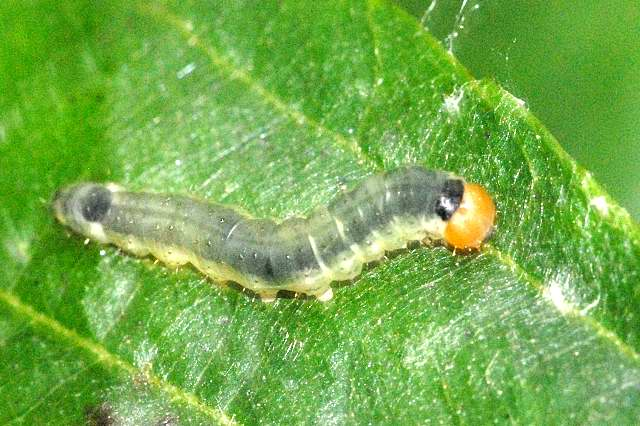
Raupe des Zweipunkt-Eulenspinner

Der Zweipunkt-Eulenspinner (Ochropacha duplaris) ist ein Schmetterling aus der Familie der Eulenspinner und Sichelflügler (Drepanidae).

## Merkmale
Die Flügel sind grau und weisen auf dem Vorderflügel einen schwarzen namensgebenden Doppelpunkt auf. Ansonsten sieht der Falter bis auf seine kleine Größe dem Birken-Eulenspinner (Tetheella fluctuosa) recht ähnlich. Die gewellten Querbinden auf den Vorderflügeln sind stark verwaschen und nur schlecht zu erkennen. 

### Ähnliche Arten
- Birken-Eulenspinner (Tetheella fluctuosa)

## Vorkommen
Die Tiere sind in Mittel- und Nordeuropa und in Asien, östlich bis nach Japan anzutreffen. Neben feuchten Heidegebieten, Auwäldern sowie Feldgehölzen bevorzugen sie auch Waldlandschaften mit hoher Luftfeuchtigkeit und die Ufer von Fließgewässern.

## Lebensweise

### Flug- und Raupenzeiten
Die Falter fliegen in zwei Generationen von Mitte Mai bis Mitte Juli und von Ende Juli bis Mitte September. Die zweite Generation ist in einigen Gegenden unvollständig, oder fehlt gänzlich. Die Raupen aus den Eiern der ersten Generation findet man von August bis Oktober, die der zweiten von Juni bis Juli des darauffolgenden Jahres.

### Nahrung der Raupen
Die Raupen ernähren sich von Birken (Betula), Erlen (Alnus) und Pappeln (Populus).

## Entwicklung
Die Raupen leben zwischen miteinander versponnenen Blättern. Sie überwintern als Puppe.